# Tanystylum distinctum
Tanystylum distinctum is een zeespin uit de familie Ammotheidae. De soort behoort tot het geslacht Tanystylum. Tanystylum distinctum werd in 1971 voor het eerst wetenschappelijk beschreven door Child & Hedgpeth. 